# Катюха
Ка́тюха — село в Україні, у Брониківській сільській територіальній громаді Звягельського району Житомирської області. Населення становить 2 особи (2001).

## Історія
В 1906 році — село Сербівської волості Новоград-Волинського повіту Волинської губернії. Відстань від повітового міста 26 верст, від волості 25. Дворів 18, мешканців 72. Деякий час село називалося Катюха-Дуби
Під час загострення сталінських репресій проти українського народу в 30-ті роки 20-го століття органами НКВС безпідставно було заарештовано та позбавлено волі на різні терміни 15 мешканців села, з яких 6 осіб розстріляно.
У 2017 році включене до складу новоствореної Брониківської сільської громади Новоград-Волинського (згодом — Звягельський) району Житомирської області.